# تپه گورستان شیدان
تپه قبرستان شیدان مربوط به دوران‌های تاریخی پس از اسلام است و در شهرستان سلماس، بخش مرکزی، روستای شیدان واقع شده و این اثر در تاریخ ۱۷ اسفند ۱۳۸۱ با شمارهٔ ثبت ۷۵۳۰ به‌عنوان یکی از آثار ملی ایران به ثبت رسیده است.